# مجال التصادم

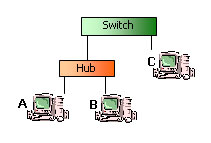

مجال التصادم هو النطاق (أو الحيز) من الشبكة الذي يحوي مجموعة الأجهزة، التي تتشارك بوسيلة اتصال فيزيائية معينة، حيت يوجد إمكانية حدوث تعارض بالبيانات المرسلة فيما بينها.
ينتج الأختناق جراء استخدام هاب (HUB) أو المكرر في بنية الشبكة المحلية لان. ويمكن حل المشكلة باستخدام الموزع، الجسر والموجه حيث انها تقوم بتقسيم مجال التصادم مما يقلل من حدوثه مع ملاحظة ان الموجه يقوم بتقسيم مجال البث أيضا.يمكن حل مشاكل الأختناق باستخدام خوارزمية تحسس الناقل متعدد الوصول مع تحسس التصادم (Carrier Sense Multiple Access With Collision detection CSMA/CD).
تحسس الناقل متعدد الوصول مع تحسس التصادم قبل قيام أي جهاز بارسال البيانات، يجب أن يقوم بتحسس الناقل والتأكد من عدم وجود بيانات على ذلك الناقل، عندها يقوم بإرسال البيانات إلى وجهتها.